# Bajo-barítono

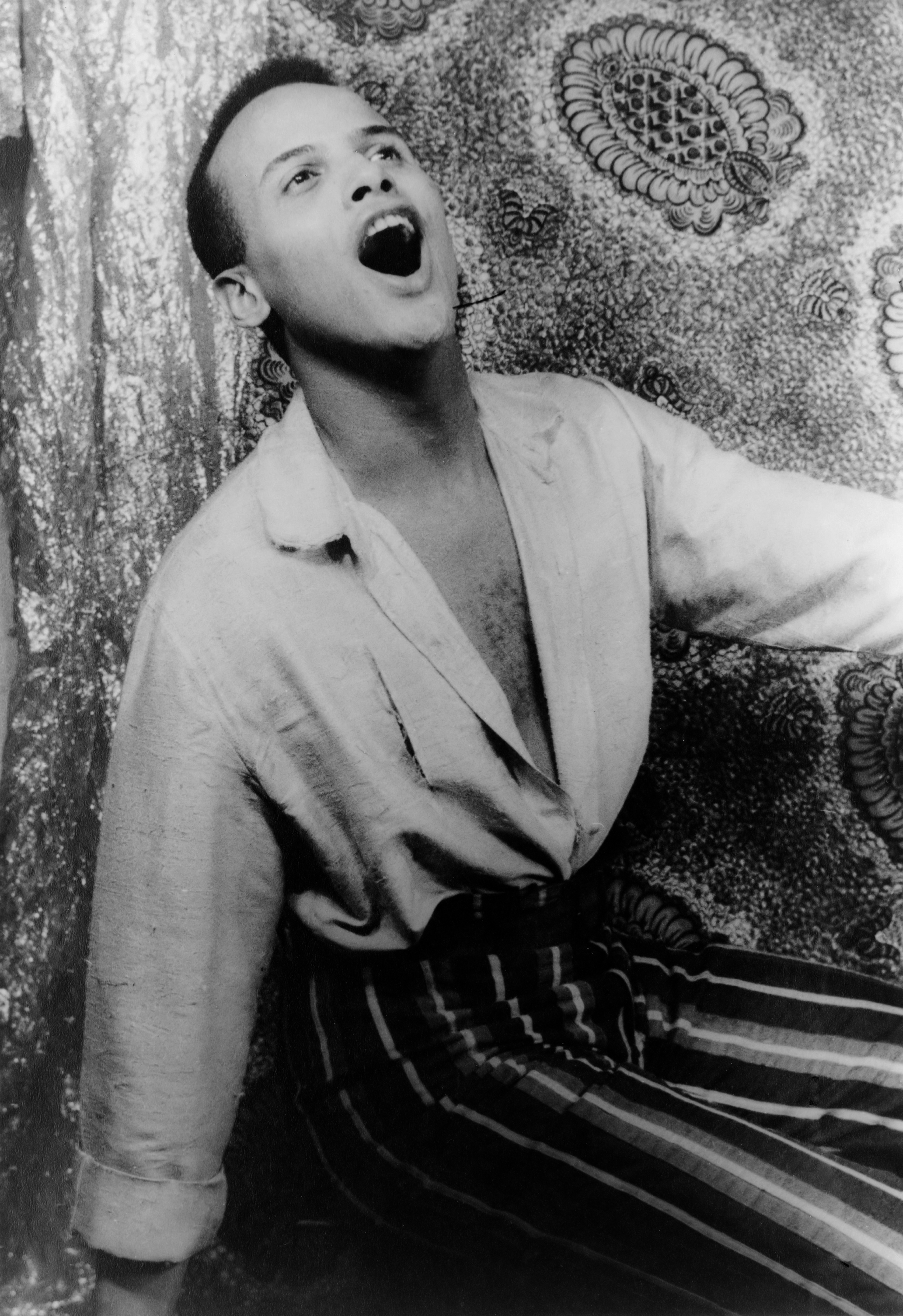
Retrato de Harry Belafonte, un ejemplo de un barítono

Bajo-barítono (o wagneriano, bajo Helden, heroico: Held) es la denominación que corresponde a una voz baritonal (de barítono, la voz masculina a medio camino entre tenor y bajo) caracterizada por agudos brillantes pese a un color oscuro (grave). Nace a partir de exigencias vocales en roles de Richard Wagner aplicándose a un tipo de cantante wagneriano, debido a la resistencia física y enorme caudal vocal que debe poseer para cumplir con las exigencias del papel.

## Características
También llamado "heroico", es un registro híbrido nacido de la necesidad de encarnar papeles compuestos por Richard Wagner (preferentemente tres: El holandés, Wotan y Hans Sachs, Wagner lo llamó inicialmente Hohe-Bass, bajo agudo) así como es la Tuba Wagner en la orquesta sinfónica. 
Es un tono más oscuro y más bajo que el barítono dramático, residiendo en el registro central - donde se halla la mayoría del papel -su mayor calidad y cualidad sonora. Posee flexibilidad pero no la cavernosa sonoridad profunda del bajo propiamente dicha y es una categoría aplicada a un bajo con la habilidad de alcanzar las notas agudas de un barítono.
Consolidadas las categorías de bajo y barítono (del latín barytŏnus, a su vez del griego βαρύτονος: voz grave) en la ópera del siglo XIX, con el advenimiento wagneriano se hace imperativo la subcategorización de un cantante con tesitura de barítono o de bajo capaz de llegar a las notas agudas del barítono y las graves del bajo asentando la voz entre ambas durante la mayor parte del rol a interpretar, es decir, ni bajo ni barítono, sino bajo-barítono.

## Repertorio
Los personajes fundamentales de esta tesitura en óperas de Wagner son:
- El holandés en El holandés errante;
- Friedrich von Telramund en Lohengrin;
- Kurwenal en Tristán e Isolda;
- Wotan, Fasolt y Alberic en El Anillo del Nibelungo;
- Hans Sachs (y Beckmesser) en Los maestros cantores de Nuremberg;
- Gurnemanz y Amfortas en Parsifal;

Después de Wagner, otros compositores de fines del siglo XIX y XX adoptaron la tesitura. Algunos de estos roles para bajo-barítonos son: 
- Escamillo en Carmen;[1]
- Golaud en Pelléas y Mélisande de Debussy;
- Jokanaan en Salomé, de Richard Strauss;
- Orestes en Elektra de Richard Strauss;
- Barak en Die Frau ohne Schatten de Richard Strauss;
- Creón y el Mensajero en Edipo Rey de Stravinski;
- Príncipe Andrei Bolkonsky en Guerra y Paz de Prokófiev;
- Porgy en Porgy and Bess de Gershwin;
- Sweeney Todd en el musical de Stephen Sondheim.

Actualmente los papeles de Mozart como Don Giovanni y Fígaro «quedan» más accesibles a la categoría Bajo-barítono que al barítono lírico propiamente dicho y son cantados por bajo-barítonos aunque la categoría haya nacido después de su composición. Otros papeles cercanos a la tesitura son Falstaff (Verdi), Scarpia (Puccini) y el Príncipe Igor (Borodin).

## Cantantes
Entre los más célebres bajo-barítonos operísticos se cuentan: 
| - Theo Adam - Ildebrando d'arcangelo - Walter Berry - Rudolf Bockelmann - Michael Bohnen - José van Dam - Peter Dawson - Michael Devlin - Justino Díaz - Mark S. Doss - Simon Estes - Geraint Evans - Gerald Finley - Ferdinand Frantz | - Hermann Horner - Hans Hotter - Herbert Janssen - George London - Vanni Marcoux - Leonid Mikhailovich Kharitonov - James Morris - Andre Pernet - Luca Pisaroni - Thomas Quasthoff - Ruggero Raimondi - Samuel Ramey - John Relyea - Anton van Rooy | - Friedrich Schorr - Erwin Schrott - John Shirley-Quirk - Thomas Stewart - Bryn Terfel - Norman Treigle - Hermann Uhde - Willard White - Clarence Whitehill - Andrew Eldritch - Lemmy Kilmister |